# Kabinet-Wijdenbosch II
Het kabinet-Wijdenbosch II was een Surinaams kabinet onder leiding van president Jules Wijdenbosch. In deze periode was Pretaap Radhakishun (BVD) vicepresident. Het kabinet regeerde van 14 september 1996 tot 20 september 2000 en volgde op de verkiezingen van 23 mei 1996.

## Economie
President Wijdenbosch maakte het oneervolle ontslag van Henk Goedschalk als governor van de Centrale Bank van Suriname (CBvS) uit 1993 ongedaan door deze om te zetten naar eervol en hem daar te benoemen tot president-commissaris. André Telting, die op dat moment governor was van de CBvS reageerde, besloot daarop zijn functie neer te leggen omdat hij weigerde met Goedschalk te werken.
Goedschalk startte hierna opnieuw met monetaire financiering, of te wel het bijdrukken van geld, om de uitgaven van de regering te kunnen betalen waaronder van de bouw van de Jules Wijdenboschbrug. In vier jaar tijd bouwde de regering een staatsschuld op ter hoogte van 500 miljoen euro. Het gevolg was dat de Surinaamse gulden in mei 1999 opnieuw instortte en binnen een paar dagen 40% van zijn waarde verloor.
De Centrale Landsaccountantsdienst (CLAD) wilde in 1999 onder meer een diepgaand onderzoek naar het ministerie van Handel en Industrie, vanwege nalatige en onoverzichtelijke boekhoudpraktijken, waarbij de bewegingsruimte voor minister Robby Dragman en directeur Oesman Wangsabesari werden ingeperkt.
De nieuwe crisis leidde tot grote protesten waardoor Wijdenbosch gedwongen werd vervroegd verkiezingen uit te schrijven. De verkiezingen van 2000 brachten Venetiaan opnieuw aan de macht.

## Samenstelling
Tijdens het tweede kabinet-WIjdenbosch vonden een groot aantal wisselingen plaats die hun oorzaak kenden doordat ministers in ongenade vielen van president Wijdenbosch of wanneer een politieke partij uit de regering stapte of eruit werd gezet.